# Церковь Пресвятой Богородицы (Владивосток)
Церковь Пресвятой Богородицы — католический храм во Владивостоке. Долгое время (1921—2001) являлся крупнейшим католическим храмом в азиатской части России. В 1930-е годы здание было значительно перестроено и утратило свой первоначальный вид. Административно принадлежит к Владивостокскому деканату епархии Святого Иосифа в Иркутске.

## История
Католическая община во Владивостоке существовала с 1866 года, однако в самостоятельную единицу приход во Владивостоке выделился в 1886—1890 годах. В июле 1886 года владивостокскому приходу был выделен земельный участок для строительства храма, в 1889 году освящена часовня, годом позже закончилось строительство приходского дома.
Прихожанами были в основном нижние чины различных воинских формирований и строительных подразделений крепости Владивосток, а также предприниматели, юристы, врачи, учителя и крестьяне. В 1891 году была освящена первая деревянная католическая церковь — Рождества Пресвятой Девы Марии, но в феврале 1902 года она сгорела. Приход начал проводить богослужения во временном молебном доме, деревянном здании, изначально предназначавшимся для школы, но ставшим богослужебным помещением до строительства нового храма.
Современный каменный неоготический храм был заложен в 1908 году. Церемонию освящения краеугольного камня совершил в 1909 году епископ Могилёвской архиепархии Ян Цепляк. Освящён без колокольных башен 2 октября 1921 года во имя Пресвятой Богородицы. В 1923 году храм получил статус кафедрального собора Владивостокской епархии, ординарием которой стал епископ Кароль Сливовский.
Постановлениями Городского Совета от 20 августа и 3 сентября 1935 года храм был закрыт и здание передали архивному бюро облисполкома. Верующие продолжали собираться по своим домам до тех пор, пока пять членов прихода — Антон и Валериан Герасимук, Сигизмунд Бржезинский, Ян Струдзинский и последний староста — Мартин Малиневский были арестованы (с июля по ноябрь 1937), осуждены за создание «контрреволюционной подпольной религиозной польской организации» и 3 февраля 1938 года расстреляны.
В 1938 году здание было приспособлено под архив, ставший впоследствии Государственным архивом Приморского края. В 1987 году здание объявлено памятником архитектуры краевого значения. В 1991 году архив переехал в новое помещение, а 15 сентября 1993 года здание было возвращено возрождённому католическому приходу. С 1992 года в приходе служат священники из США: настоятель Мирон Эффинг и викарий Даниил Маурер.
В церкви открыта часовня памяти владивостокских мучеников. Храмовая икона Пресвятая Богородица Владивостокская написана в 1993 году аббатом Демиеном Хиггинсом (Калифорния, США).
В 1995 году был доставлен концертный электроорган фирмы «Роджерс» — единственный в то время орган во Владивостоке. 24 ноября 1996 года состоялся, первый в музыкальной истории Владивостока и всего Дальнего Востока России, концерт органной музыки. В 2003 году был установлен орган «Stella Maris» той же фирмы, сочетающий духовые и электронные регистры (94 регистра, 12 звуковых каналов, модель Trillium 927). В 2008 году приобретён духовой орган святого Амвросия Медиоланского (6 регистров, 539 труб) изготовленный в Италии фирмой «Братья Руффатти». В 2015 году установлен новый духовой орган с механической трактурой «Диего Сера № 25», спроектирован и построен специально для владивостокского храма в мастерских Диего Сера, города Лас-Пиньяс (Филиппины).

## Реконструкция
До 1990-х годов архитектура храма оставалась незавершённой, и только около 2010 года была завершена реконструкция. Проект реконструкции здания и надстройки колокольных башен выполнил владивостокский архитектор Павел Мамонов. Над церковью были возведены две башни со шпилями, одна из которых служит колокольней. Четыре колокола (Мария, св. Иосиф, Архангел Гавриил, св. Рафаил Калиновский) изготовлены в Гданьске на пожертвования католиков Польши и благословлены Папой Римским Иоанном Павлом II в 2000 году. Исполнители витражей Алексей Ивановский и Владимир Иванов из города Бреста.